# Huile parfumée

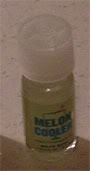
Flacon d'huile parfumée

Les huiles parfumées, ou huiles aromatiques, sont des substances aromatiques synthétiques mélangées ou des huiles essentielles naturelles qui sont diluées avec un support comme le propylène glycol, une huile végétale ou une huile minérale. Les huiles parfumées sont utilisées en parfumerie, cosmétique, comme arômes alimentaires et en aromathérapie.
Pour certaines personnes, les huiles parfumées synthétiques sont moins agréables que les huiles essentielles d'origine végétale en tant que composants de parfum.

## Histoire
Dans l'Antiquité, en Assyrie, des femmes massaient des statues de dieux avec de l'huile. En Égypte antique, seul le pharaon pouvait en faire usage.

## Exemples
La liste comprend (au sein d'une gamme très diversifiée) :
- eucalyptus ;
- ylang-ylang ;
- vanille ;
- bois de santal ;
- cèdre ;
- mandarinier ;
- cannelle ;
- citronnelle ;
- cynorrhodon ;
- menthe poivrée.